# Бидинген (Баварска)
Бидинген (њем. Bidingen) општина је у њемачкој савезној држави Баварска. Једно је од 45 општинских средишта округа Осталгој. Према процјени из 2010. у општини је живјело 1.701 становника. Посједује регионалну шифру (AGS) 9777118.

## Географски и демографски подаци
Бидинген се налази у савезној држави Баварска у округу Осталгој. Општина се налази на надморској висини од 768 метара. Површина општине износи 36,3 km².

## Становништво
У самом мјесту је, према процјени из 2010. године, живјело 1.701 становника. Просјечна густина становништва износи 47 становника/km².